# 시스코 디스커버리 프로토콜
시스코 디스커버리 프로토콜(Cisco Discovery Protocol, CDP)은 시스코(CISCO) 장비에서만 사용되는 2계층 프로토콜로 인접 장비에게 자신의 정보를 알려줄 때 사용한다. 멀티캐스트 주소로 사용해 이웃 장비에 정보를 파악하고 시스코 장비가 아닌 장비를 활성화 하면 기본적으로 비활성화되어 CISCO 장비끼리 구성 정보를 볼 수 있다. 특히, CDP는 스위치와 같이 접속된 장비가 많을 때 특히 유용하다.

## 특징
- 시스코 라우터와 스위치에 직접 연결된 장비를 찾아내는 프로토콜이다.
- CDP는 멀티 캐스트를 이용해서 시스코 장비들을 찾아내는 것이다.
- Hold Time : 호스트명 변경 & 구성 정보 업데이트 시 180초 까지만 저장
- Update Time : 60초 마다 자신의 정보를 다른 장비에게 알림

## CDP 명령어 사용하기
```
  - #show cdp
  - #show cdp [entry | interface | neighbors | traffic]
```

자기 라우터 정보를 볼 수 없게 하고 싶으면 CDP를 disable 하면 된다. 하지만 자기도 상대 정보를 볼 수 없다.
```
  - (config)#no cdp run
```

특정 인터페이스에서의 cdp disable
```
  - (config-if)#no cdp enable
```